# Șleahivska, Berîslav
Șleahivska (în ucraineană Шляхівська) este o comună în raionul Berîslav, regiunea Herson, Ucraina, formată numai din satul de reședință.

## Demografie
Componența lingvistică a comunei Șleahivska
     Ucraineană (87,32%)
     Rusă (11,13%)
     Alte limbi (0,96%)
Conform recensământului din 2001, majoritatea populației comunei Șleahivska era vorbitoare de ucraineană (87,32%), existând în minoritate și vorbitori de rusă (11,13%).